# Supernovă din apropierea Pământului

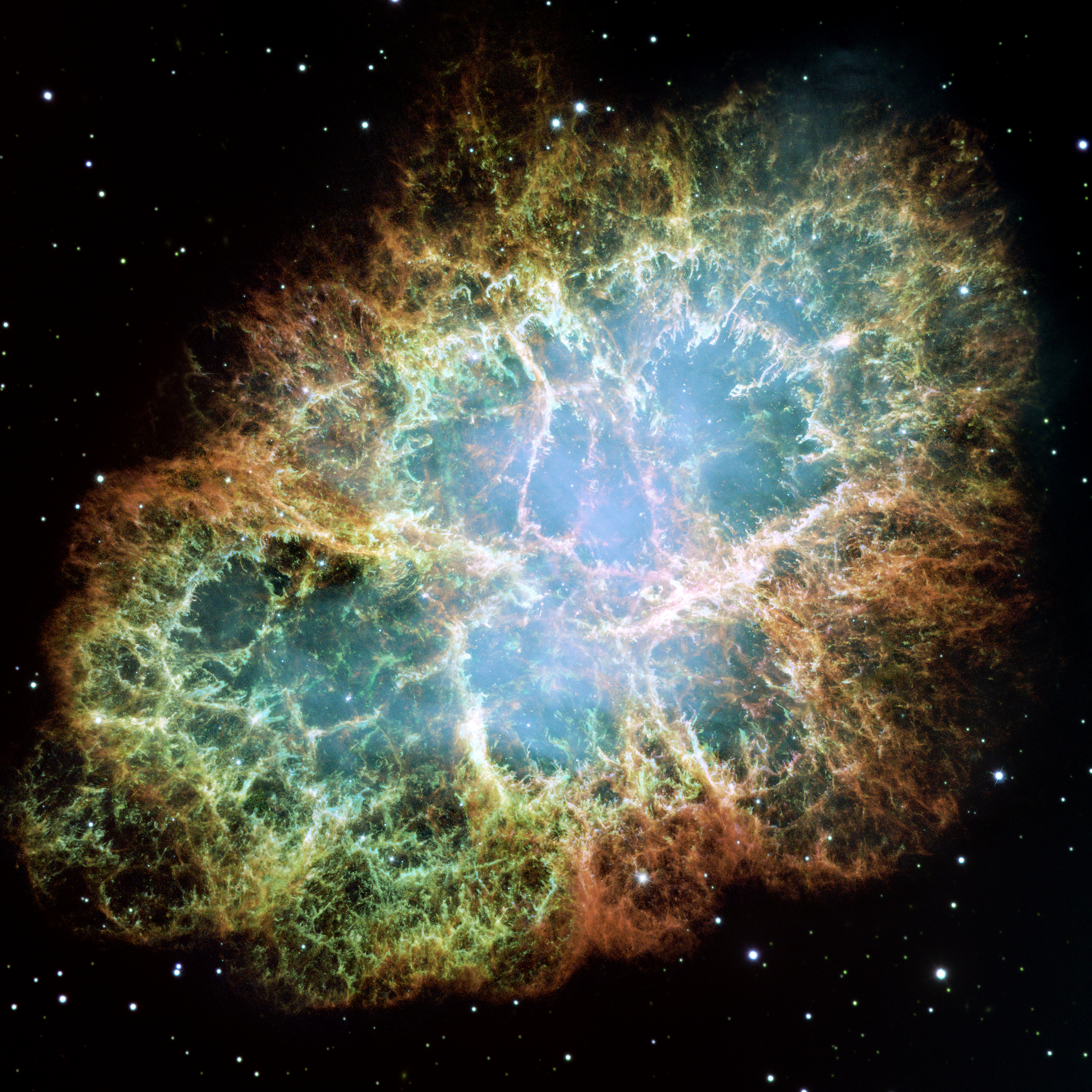
Nebuloasa Crabului, asociată cu supernova SN-1054, care se află la 6.500 de ani lumină de Pământ.

O supernovă din apropierea Pământului este o explozie rezultată din moartea unei stele, explozie care are loc suficient de aproape de Terra (sub 100 de ani-lumină distanță) pentru a avea efecte notabile asupra biosferei terestre.